# Excellence Royal
Die Excellence Royal ist ein Flusskreuzfahrtschiff, das unter Schweizer Flagge hauptsächlich in Frankreich auf der Seine den Flussabschnitt zwischen Paris und Caudebec-en-Caux befährt. Die Excellence Royal wird von der Basler Reederei Royal Cruises AG betrieben und im Rahmen eines mehrjährigen Chartervertrags exklusiv vom Reisebüro Mittelthurgau vermarktet.

## Geschichte
Die Excellence Royal wurde am 12. März 2010 von der damaligen Nationalratspräsidentin Pascale Bruderer in Basel getauft. Seither ist das gecharterte Flusskreuzfahrtschiff als Teil der Excellence-Flotte unterwegs. Anfänglich auf Rhein, Main, Donau und Mosel, heute vor allem auf der Seine.

## Ausstattung
Die 72 Kabinen der Excellence Royal sind zwischen 13 und 16 m² gross. Auf dem Ober- und Mitteldeck verfügen sie über einen französischen Balkon. Sämtliche Kabinen sind mit Dusche/WC, Sat-TV (Flachbildschirm), Minibar, Safe, Föhn, Haustelefon, individuell regulierbarer Klimaanlage, Heizung und Stromanschluss (220 V) ausgestattet. Die 17 m² grossen Mini-Suiten verfügen zudem über einen DVD-Player und Internetanschluss. Die Excellence Royal weist vier Passagierdecks auf. Auf dem Sonnendeck stehen ein Whirlpool, eine Tischtennisplatte sowie ein Golfputting-Green bereit. Auch ein kleiner Fitnessraum mit Sauna und Massagestuhl ist vorhanden. Ein Lift führt vom Mittel- zum Oberdeck.